# 寺尾良保
寺尾 良保（てらお よしやす、1941年 - 2017年3月14日）は、日本の薬学者。専門は有機合成化学、環境化学。元静岡県立大学環境科学研究所長。静岡県立大学名誉教授。薬学博士（静岡薬科大学）。

## 略歴・人物
1960年、静岡県立静岡高等学校卒業。1965年、静岡薬科大学卒業。薬学博士(静岡薬科大学）。静岡県立大学食品栄養科学部教授。生活健康科学研究科教授。環境科学研究所 教授、環境科学研究所長。静岡県立大学名誉教授。